# Serpianotiaridae
De Serpianotiaridae zijn een familie van uitgestorven zee-egels uit de orde Cidaroida.

## Geslachten
- Serpianotiaris Jeannet, 1933 †